# Fengodídeos
Fengodídeos (cientificamente denominados Phengodidae Le Conte, 1861; popularmente denominados, em inglês, glowworm beetles; na tradução para o português, "besouros do verme que brilha"; sua etimologia provinda de Phengodes = "luminoso", "brilhante") são uma família de insetos da ordem Coleoptera, com aproximadamente 500 espécies de distribuição nas Américas (regiões neotropical e neártica; do sul do Canadá até o norte do Chile e Argentina), possuindo dimensões entre 4 a 19 milímetros de comprimento e coloração de castanha a negra. Os seus machos adultos não se alimentam; têm élitros moles, encurtados e estreitados de várias maneiras, deixando aparentes as suas asas; suas antenas sendo ramificadas (biflabeladas; semelhantes a um leque e usadas para detectar os feromônios das fêmeas) e seus olhos esbugalhados, com sua cabeça bem visível adiante do seu protórax; as fêmeas adultas sendo larviformes (neotênicas) e muitas vezes quase impossíveis de se distinguir das larvas bem desenvolvidas; como suas larvas, sendo predadoras e possuindo órgãos bioluminescentes, usados como mecanismo de defesa e dispostos em diversos pontos enfileirados ao longo dos flancos de seu abdômen ou às vezes também partindo de faixas luminosas que se estendem pela superfície dorsal entre cada segmento corporal; que fazem tais insetos serem denominados popularmente, em português, larva-trenzinho, bicho-trem, bonde-elétrico ou esmeraldinha (glow-worm, railroad worm ou railway beetle, em inglês); com dimensões que podem ser superiores a 30 milímetros de comprimento; produzindo normalmente luminosidade em tons esverdeados; com uma espécie, Phrixothrix hirtus, sendo o único organismo que produz luz vermelha verdadeira dentre todas as espécies terrestres bioluminescentes. Existem também machos que continuam luminosos após sua metamorfose. É a terceira mais importante família de besouros com tal capacidade de emissão de luz, depois dos Lampyridae e Elateridae (vagalumes ou pirilampos); sendo os Phengodidae mais raros de serem encontrados na natureza.

## Gêneros
- Acladocera
- Adendrocera
- Astraptor
- Brasilocerus
- Cenophengus
- Cephalophrixothrix
- Decamastinocerus
- Distremocephalus
- Eurymastinocerus
- Euryognathus
- Euryopa
- Howdenia
- Mastinomorphus
- Mastinowittmerus
- Microphengodes
- Neophengus
- Nephromma
- Oxymastinocerus
- Paraptorthodius
- Penicillophorus
- Phengodes
- Phrixothrix
- Pseudomastinocerus
- Pseudophengodes
- Ptorthodiellus
- Ptorthodius
- Spangleriella
- Steneuryopa
- Stenophrixothrix
- Taximastinocerus
- Trachelychnus
- Zarhipis[4]

## Rhagophthalmidae
Os Rhagophthalmidae asiáticos (~30 spp.), anteriormente incluídos entre os Phengodidae como subfamília, são agora tratados como uma família separada.